# Discula destructiva
A Discula destructiva a Sordariomycetes osztályának a Diaporthales rendjébe, ezen belül a Valsaceae családjába tartozó faj.

## Tudnivalók
A Discula destructiva nevű tömlősgomba, az észak-amerikai som-fajok egyik legnagyobb kártevője. Főleg a Cornus florida és nagyvirágú som fajokat támadja meg.
1978-ban telepítették be az Amerikai Egyesült Államokba. Manapság elterjedt az ország keleti részén, és a kontinens északnyugati részén. Nem ismert a származási helye. Általában tavasszal és ősszel jelenik meg, amikor hűvös és nedves az éghajlat. Csak úgy lehet ellene harcolni, ha a száraz évszakban öntözzük a somfáinkat és odafigyelünk az egészségi állapotukra.

## Fordítás
- Ez a szócikk részben vagy egészben  a   Discula destructiva című angol Wikipédia-szócikk ezen változatának fordításán alapul.  Az eredeti cikk szerkesztőit annak laptörténete sorolja fel. Ez a jelzés csupán a megfogalmazás eredetét és a szerzői jogokat jelzi, nem szolgál a cikkben szereplő információk forrásmegjelöléseként.